# Kafia Kingi

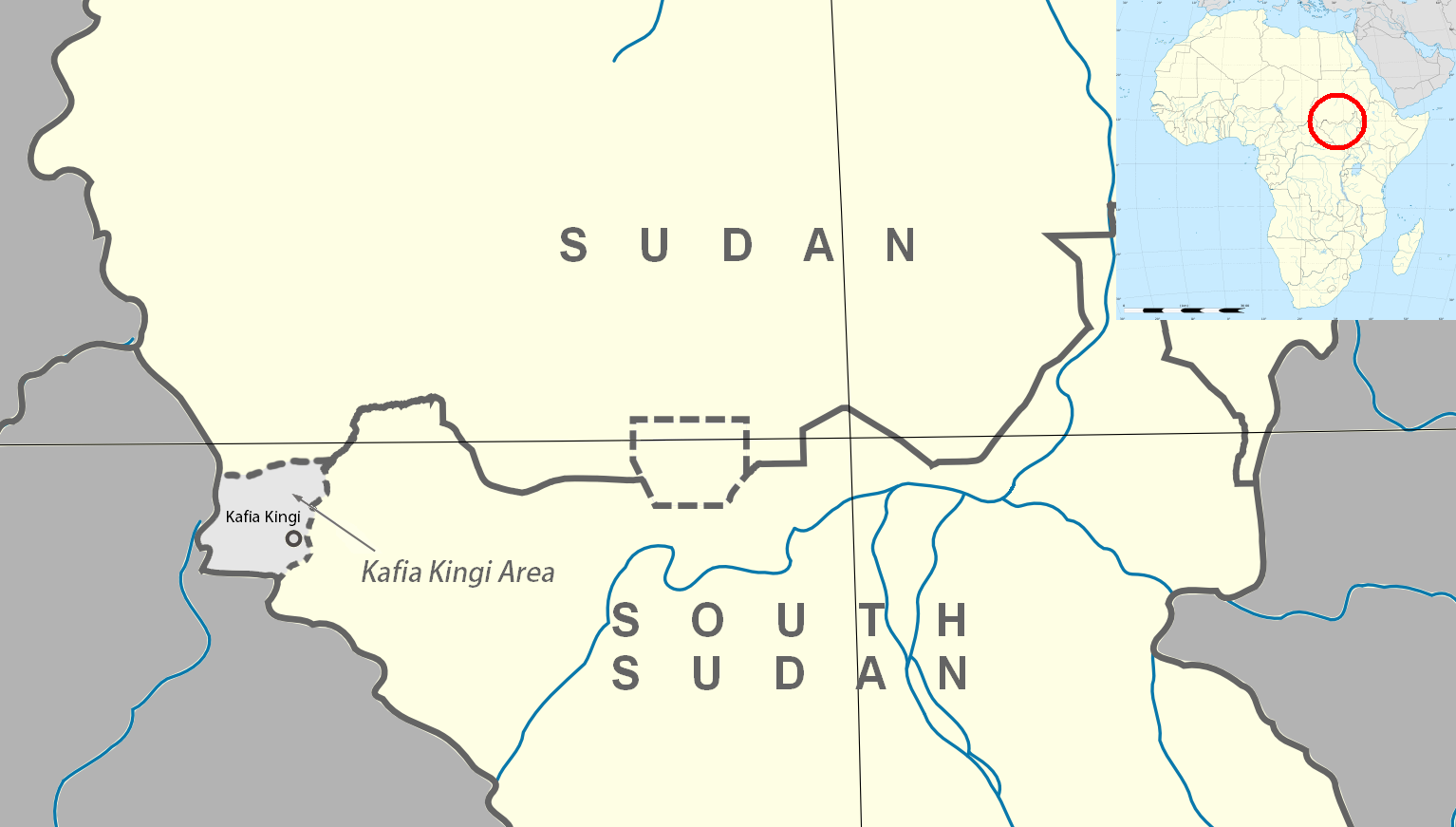
Kafia Kingi (lichtgrijs)

Kafia Kingi is een mineraalrijke regio in het grensgebied van Soedan, Zuid-Soedan en de Centraal-Afrikaanse Republiek. Het gebied wordt opgeëist door zowel Soedan als Zuid-Soedan.
Kafia Kingi maakte deel uit van de staat Western Bahr el Ghazal toen Soedan in 1956 onafhankelijk werd. In 1960 werd het gebied onderdeel gemaakt van Darfur, dat op zijn beurt in 1974 werd verdeeld in Noord-Darfur en Zuid-Darfur. Bij de Naivasha-akkoorden van 2005 werd het gebied toebedeeld aan Zuid-Soedan omdat hierbij de noord-zuidlijn van 1 januari 1956 werd gevolgd. Soedan heeft de feitelijke controle over vrijwel het hele gebied, hoewel sinds de onafhankelijkheid van Zuid-Soedan in 2011 legereenheden van Zuid-Soedan gedurende korte momenten ook grote delen hebben gecontroleerd.
Vrijwel het hele gebied vormt onderdeel van Nationaal park Radom.
Er wordt verondersteld dat Joseph Kony, de leider van rebellengroep Verzetsleger van de Heer, is ondergedoken in Kafia Kingi.